# Igors Meļņikovs
Igors Meļņikovs (ros. Игорь Мельников, Igor Mielnikow; ur. 26 czerwca 1969) – łotewski polityk rosyjskiego pochodzenia, od 2010 poseł na Sejm. 

## Życiorys
Ukończył szkołę średnią w Jurmale. W latach 1990–2000 pracował w strukturach podległych Ministerstwu Spraw Wewnętrznych. Od 2000 pełnił funkcję prezesa zarządu spółki ochroniarskiej "Karavīrs". 
Mieszka w Jurmale. Zasiada we władzach Centrum Zgody w Jurmale. 
Żonaty, ma syna.